# لیو شیانگ
لیو شیانگ متولد ۱۳ ژوئیه ۱۹۸۳ در شانگهای چین، دارندهٔ مدال طلای المپیک و رکورد جهانی ۱۱۰ متر و قهرمان جهان است. او در سال ۲۰۰۴ برای اولین بار مدال طلای المپیک را در رشتهٔ دو و میدانی برای چین به ارمغان آورد.
لیو یکی از بزرگترین ورزشکاران تجاری موفق چین است و یکی از نمادهای فرهنگی-ورزشی چین محسوب می‌شود. او اولین ورزشکار چینی است که موفق به رسیدن به «تاج سه‌گانه» [رکورد جهانی، قهرمان جهان و المپیک قهرمانی] از دو و میدانی شده‌است.